# Ange de Monteverde

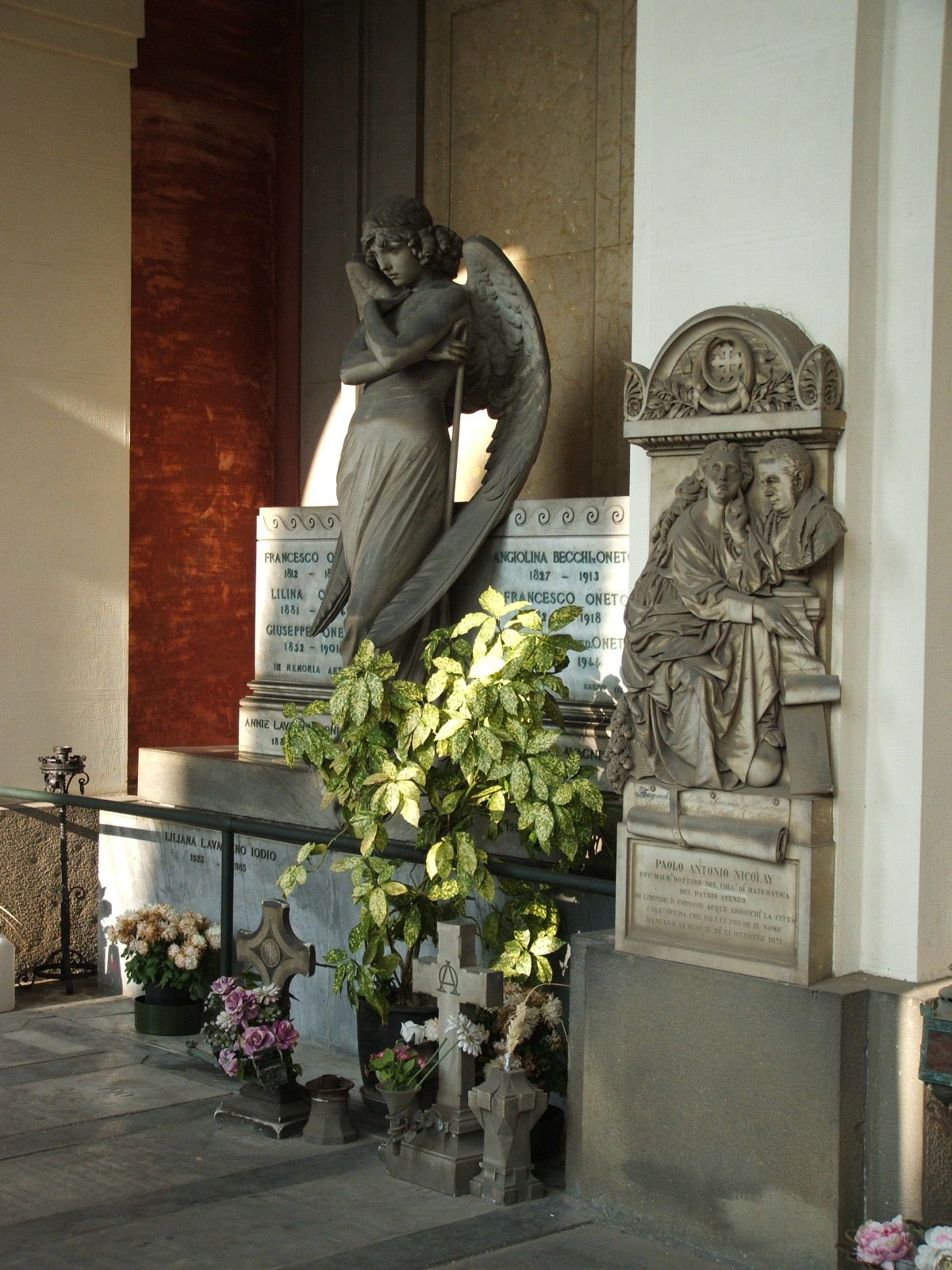
Giulio Monteverde, Tombe Oneto, cimetière de Staglieno, Gênes.

L'Ange de Monteverde, ou l'Ange de la résurrection, (en italien :Angelo di Monteverde ou Angelo della Resurrezione) est le nom donné à la statue de marbre d'un ange qui orne la tombe monumentale de la famille Oneto. Elle se trouve dans la grande niche XIII du portique supérieur ouest au cimetière de Staglieno de Gênes.

## Histoire
La statue a été commandée par Francesco Oneto, président de la Banca Generale, en l'honneur des membres défunts de sa famille.
L'Ange de Monteverde est l'une des œuvres les plus connues du sculpteur italien Giulio Monteverde (1837-1917), qui l'a créé, avec le tombeau en 1882, pendant sa pleine maturité.

## Description
L'œuvre en style néo-classique représente un ange songeur sous les traits d'une femme avec de longues ailes richement détaillées dégageant beauté et sensualité.
Parmi toutes les œuvres sculpturales représentant des anges qui décorent les tombes de la nécropole de Gênes, l'Ange de Monterverde est considéré comme l'un des points forts de la sculpture de genre.

L'Ange de Monteverde
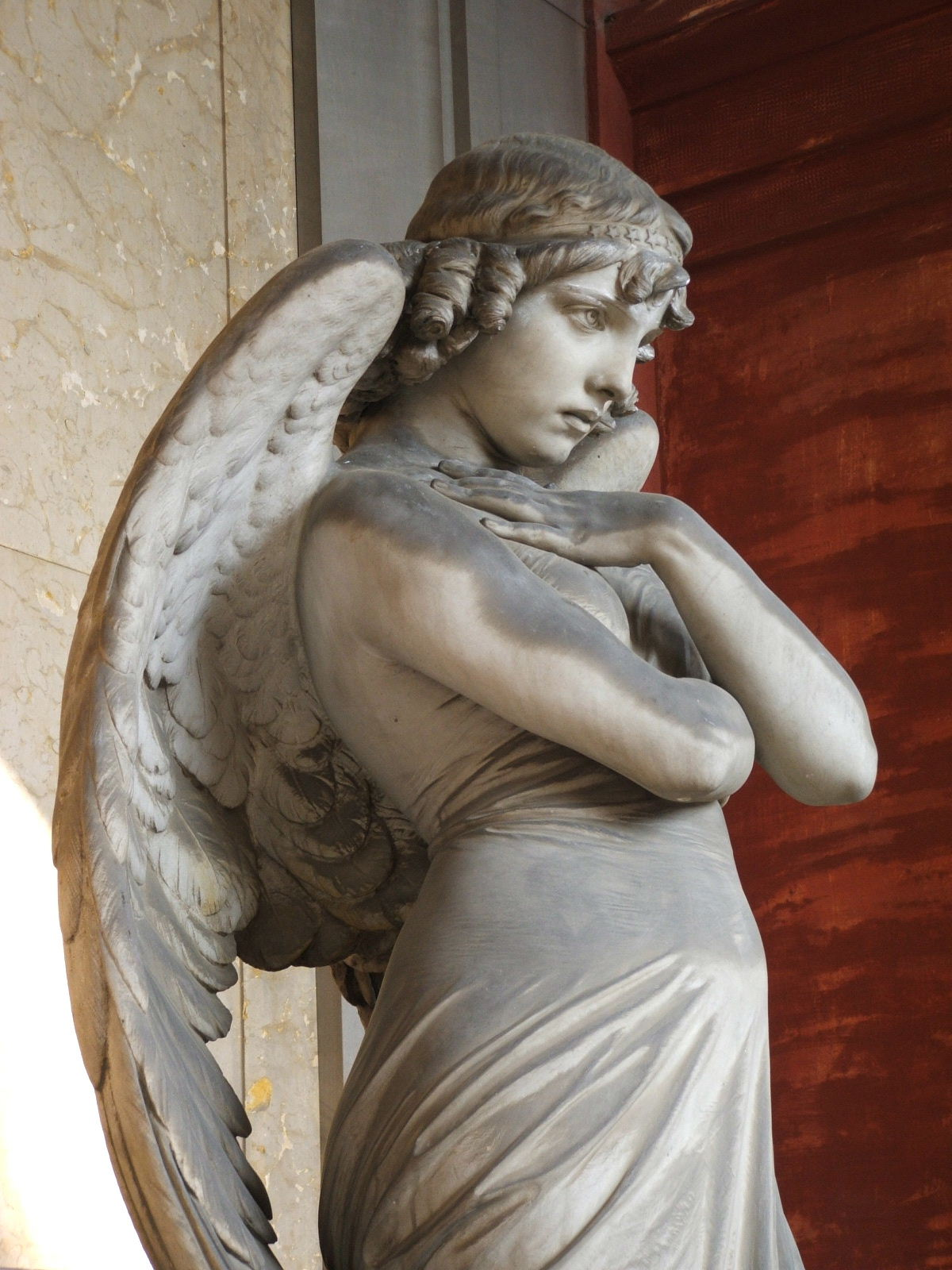
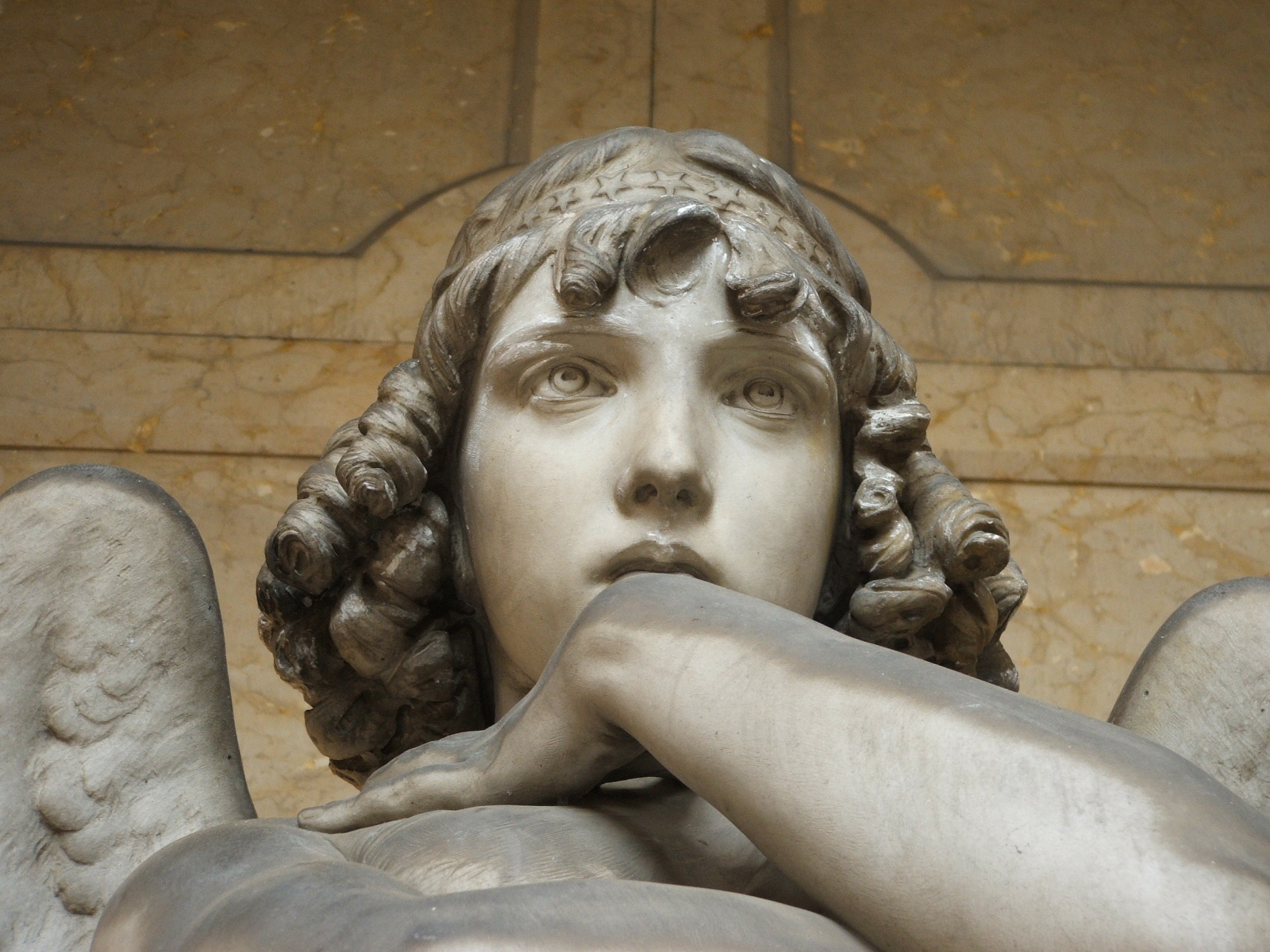
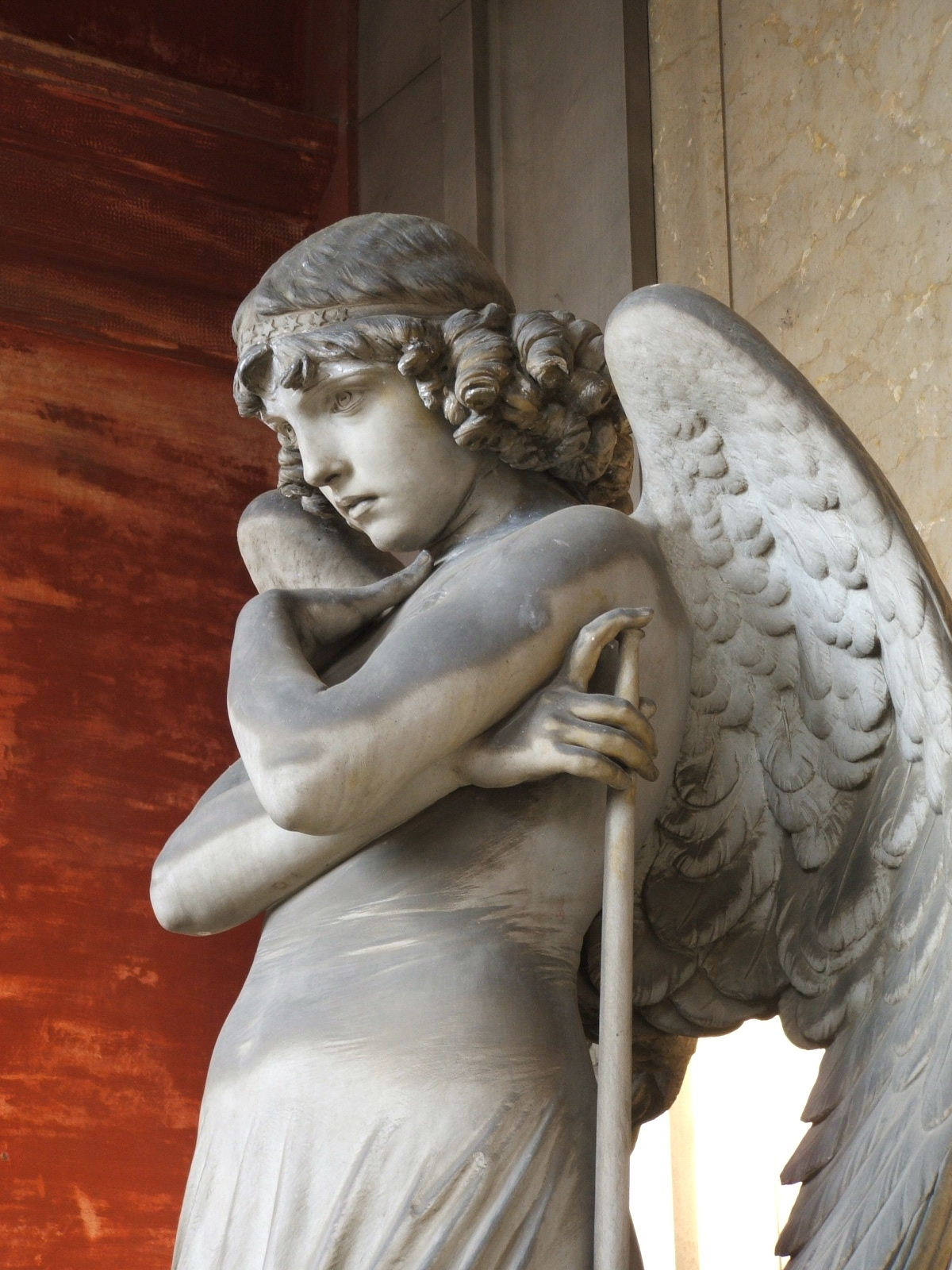
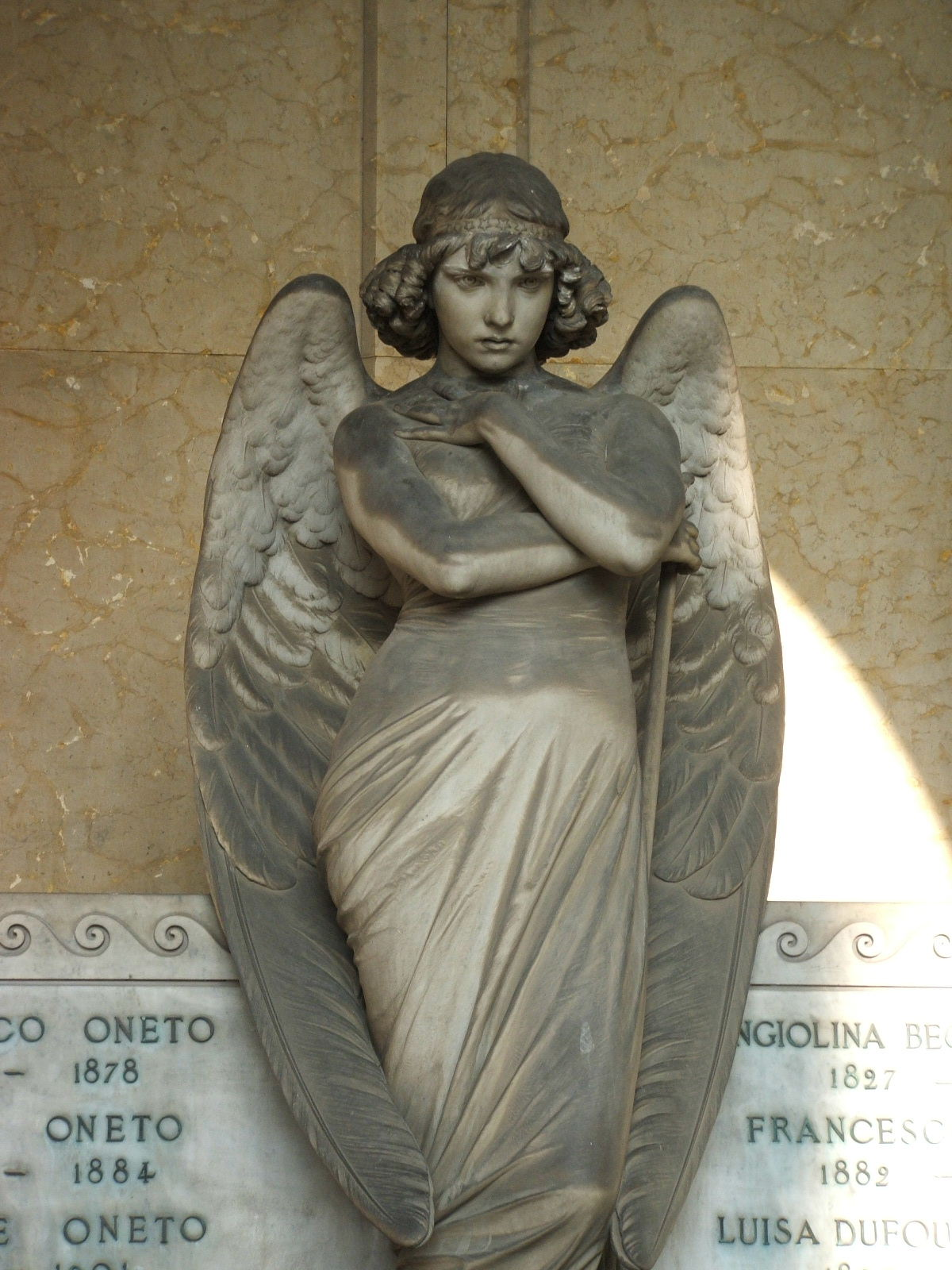
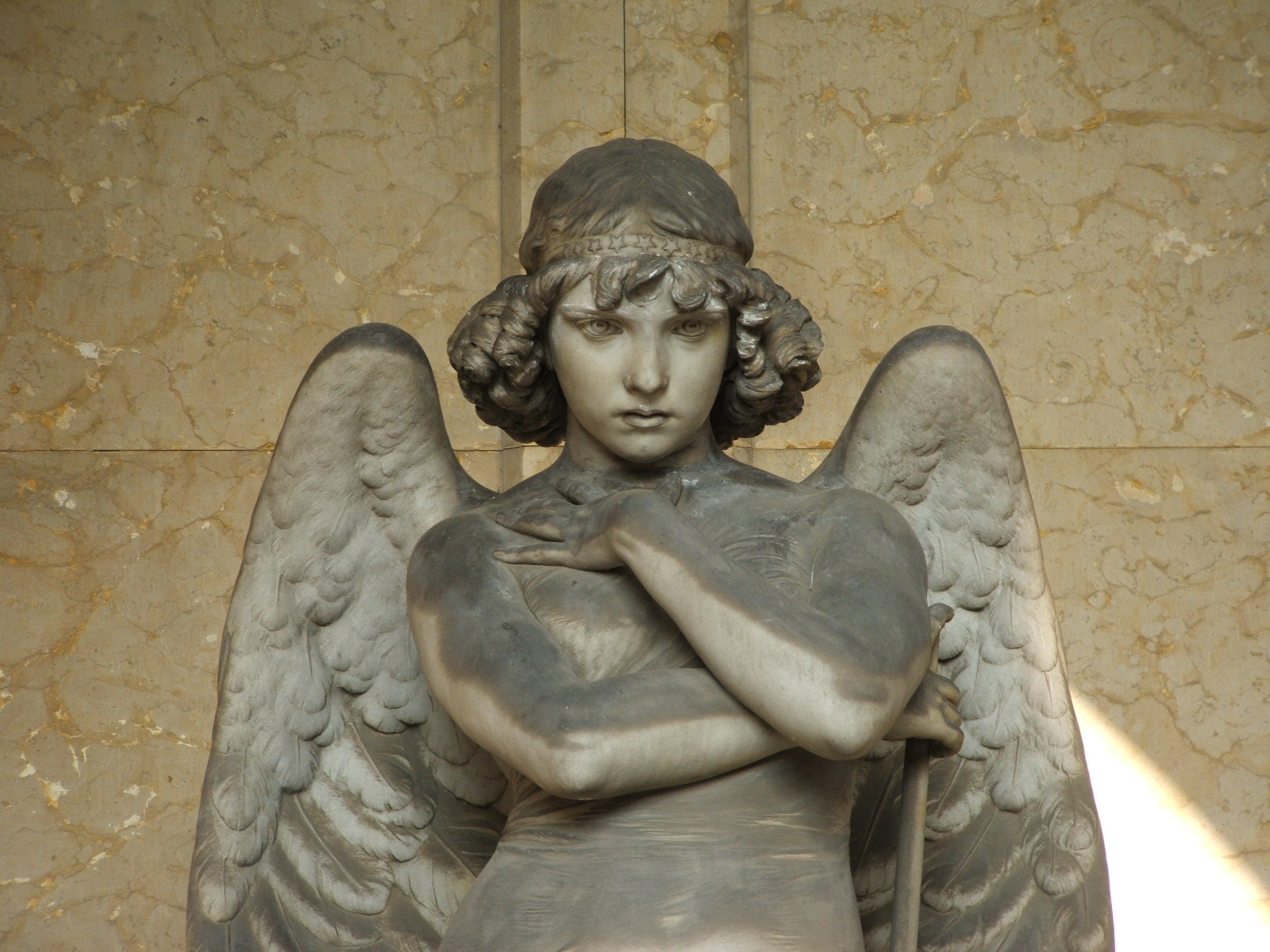
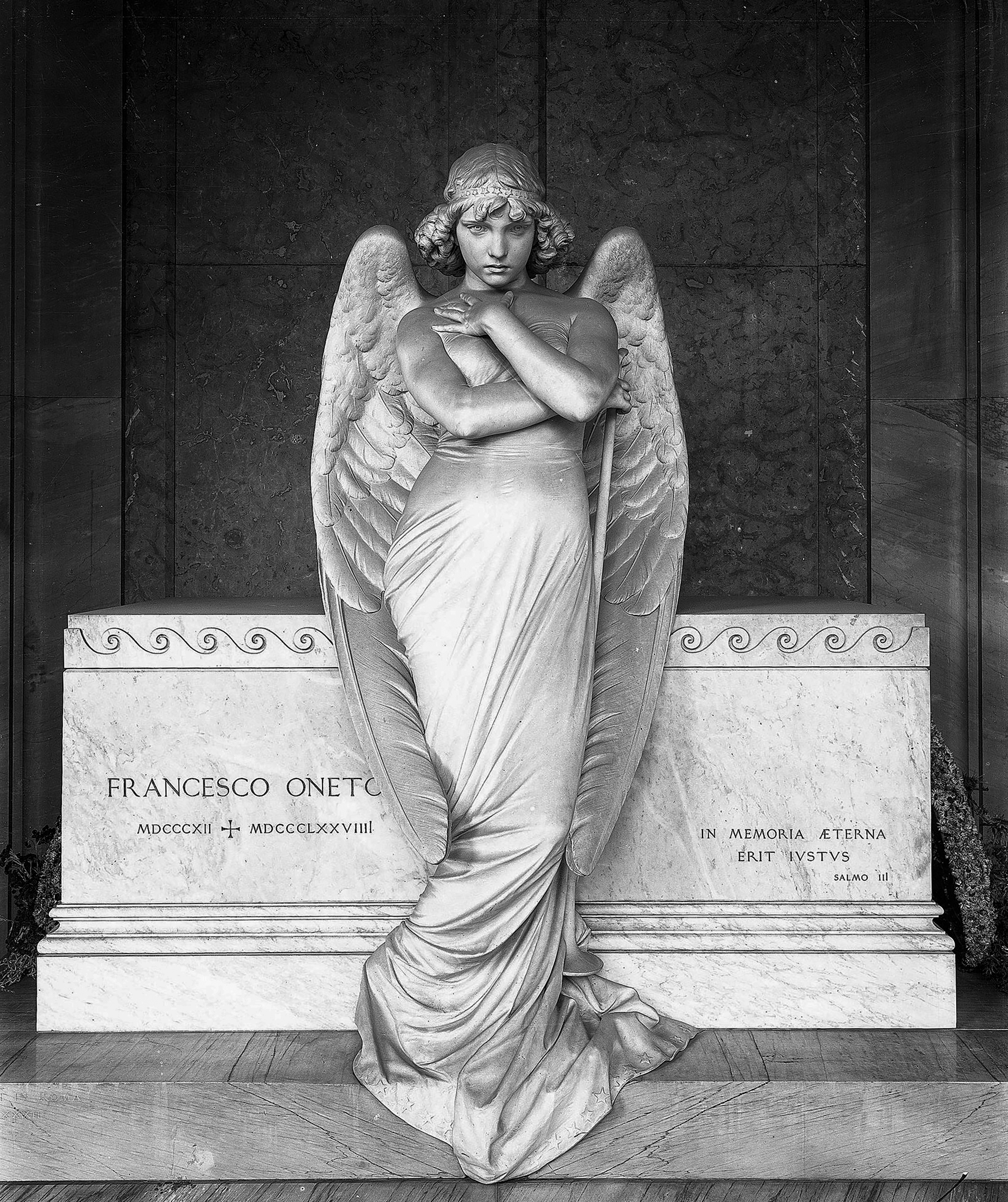